# Pachymelus hova
Pachymelus hova là một loài Hymenoptera trong họ Apidae. Loài này được Saussure mô tả khoa học năm 1890.